# Odontoxenus
Odontoxenus (лат.) — род термитофильных жуков-стафилинид из подсемейства Aleocharinae. Встречаются в Юго-Восточной Азии. Более 20 видов.

## Описание
Мелкого размера коротконадкрылые жуки-стафилины, длина тела от 1 до 2 мм. Форма тела каплевидная, основная окраска коричневая. Лапки 4-члениковые. Обитают вместе с термитами рода Odontotermes. Род Odontoxenus наиболее сходен с представителями рода Doryloxenus, последний отличается своими глазами, квадратными мезококсальными впадинами и коротким мезостернумом (Jacobson and Kistner 1975).

## Систематика
Известно более 20 видов. Род был впервые выделен в 1958 году американским энтомологом Д. Кистнером (David H. Kistner) на основании типового вида Omaloxenus termitophilus Wasmann, 1904 и ряда других видов из рода Doryloxenus и Mimocete.
- Odontoxenus brevicornis
- Odontoxenus butteli (Wasmann, 1916)[5]
- Odontoxenus ceylonicus
- Odontoxenus eutermitis -
- Odontoxenus krishnai Kistner & Jacobson[6]
- Odontoxenus longesetosus
- Odontoxenus malaysianus Kistner 2005[7]
- Odontoxenus peradenyiae
- Odontoxenus phoca
- Odontoxenus proximus
- Odontoxenus splendidus
- Odontoxenus taiwanus
- Odontoxenus termitophilus Wasmann, 1904[8]
- Odontoxenus thailandicus Kanao & Maruyama,  2010[1]
- Odontoxenus transfuga
- Odontoxenus triarticulatus